# Helligdommen Bom Jesus do Monte
Helligdommen Bom Jesus do Monte er en portugisisk katolsk helligdom i Tenões, uden for byen Braga, i det nordlige Portugal. Dens navn betyder Gode Jesus af Bjerget.
Helligdommen er et bemærkelsesværdigt eksempel på kristen pilgrimsrejsested med en monumental, barok trappe, der er 116 meterhøj. Det er en vigtig turistattraktion i Braga.
Den 7. juli 2019 blev helligdommen Bom Jesus do Monte i Braga optaget på UNESCOs verdensarvsliste.

## Historie
Mange bakketoppe i Portugal og andre dele af Europa har været steder for religiøs aktivitet siden antikken, og det er muligt, at Bom Jesus-bakken var en af disse. Den første angivelse af et kapel over bakken stammer dog fra 1373. Dette kapel - dedikeret til Det Hellige Kors - blev genopbygget i det 15. og 16. århundrede. I 1629 blev der bygget en pilgrimskirke dedikeret til Bom Jesus (Den gode Jesus), med seks kapeller dedikeret til Kristi lidenskab.
Opførelsen af den nuværende helligdom påbegyndtes i 1722 under protektion af ærkebiskoppen af Braga, Rodrigo de Moura Telles. Hans våbenskjold ses over porten, ved begyndelsen af trappen. Under hans ledelse blev den første trapperække, med kapeller dedikeret til Via Dolorosa, færdiggjort. Hvert kapel er dekoreret med terra cotta- skulpturer, der skildrer Kristi lidenskab. Han sponsorerede også det næste segment af trapper, som har en zigzag-form og er dedikeret til de fem sanser. Hver sans (syn, lugt, hørelse, berøring, smag) er repræsenteret af en anden fontæne. For enden af denne trappe blev en barokkirke bygget omkring 1725 af arkitekten Manuel Pinto Vilalobos.
Arbejdet med de første kapeller, trapper og kirke fortsatte gennem det 18. århundrede. I et område bag kirken (Terreiro dos Evangelistas) blev der i 1760'erne, bygget tre ottekantede kapeller med statuer, der skildrer episoder, der foregik efter korsfæstelsen, som Jesu møde med Maria Magdalena. Det ydre design af de smukke kapeller er tilskrevet den berømte Braga-arkitekt André Soares. Omkring disse kapeller er der fire barok-fontæner med statuer af evangelisterne, også fra 1760'erne.
Omkring 1781 besluttede ærkebiskop Gaspar de Bragança at færdiggøre anlægget ved at tilføje et tredje afsnit af trapper og en ny kirke. Den tredje trappe følger også et zigzag-mønster og er dedikeret til de tre teologiske dyder: Tro, håb og næstekærlighed, hver med sit springvand. Den gamle kirke blev revet ned, og en ny blev bygget efter et neoklassisk design af arkitekten Carlos Amarante. Denne nye kirke, der påbegyndtes i 1784, fik sit indre udsmykket i begyndelsen af det 19. århundrede og blev indviet i 1834. Hovedaltertavlen er dedikeret til korsfæstelsen.
I 1800-tallet blev området omkring kirken og opgangen eksproprieret og omdannet til park. I 1882 blev Bom Jesus kabelbanen, der forbinder byen Braga med bakken, bygget for at lette adgangen til helligdommen. Dette var den første kabelbane, der blev bygget på den iberiske halvø og er stadig i brug.
Helligdommen er blevet klassificeret som ejendom af offentlig interesse siden 1970.

## Betydning
Udformningen af Bom Jesus-helligdommen, med dens barokke karakter understreget af dens zigzag-form, påvirkede mange andre steder i Portugal (som Lamego ) og det koloniale Brasilien, som helligdommen Congonhas. Da pilgrimmene gik op ad trapperne, (traditionelt opmuntret til at gøre det på knæ) mødte de et teologisk program, der kontrasterede den materielle verdens sanser med åndens dyder, samtidig med at de oplevede passionens scener. Kulminationen af indsatsen var Guds tempel, kirken på toppen af bakken. Tilstedeværelsen af flere fontæner langs trapperne giver ideen om rensning af de troende.
Den nye kirke (bygget 1784-1834) af Carlos Amarante var en af de første neoklassiske kirker i Portugal.
Kirken fik status som Basilica Minor den 5. juli 2015 af pave Frans.